# Parantica
Genre
Le genre Parantica regroupe des lépidoptères (papillons) de la famille des Nymphalidae, de la sous-famille des Danainae et de la tribu des Danaini.

## Taxonomie
Le genre Parantica a été nommé par Frederic Moore en 1880.
Synonyme : Miriamica Vane-Wright, Boppré & Ackery, 2002 

## Liste des espèces
- Parantica aglea (Stoll, 1782).
- Parantica agleoides (C. & R. Felder, 1860).
- Parantica albata (Zinken, 1831).
- Parantica aspasia (Fabricius, 1787).
- Parantica cleona (Stoll, 1782).
- Parantica clinias (Grose-Smith, 1890).
- Parantica crowleyi (Jenner Weir, 1894).
- Parantica dabrerai (Miller & Miller, 1978).
- Parantica dannatti (Talbot, 1936).
- Parantica davidi (Schröder, 1976).
- Parantica fuscela Parsons, 1989.
- Parantica garamantis (Godman & Salvin, 1888).
- Parantica hypowattan Morishita, 1981.
- Parantica kirbyi (Grose-Smith, 1894).
- Parantica kuekenthali (Pagenstecher, 1896).
- Parantica luzonensis (C. & R. Felder, 1863).
- Parantica marcia (Joicey & Talbot, 1916).
- Parantica melaneus (Cramer, 1775).
- Parantica melusine (Grose-Smith, 1894).
- Parantica menadensis (Moore, 1883).
- Parantica milagros Schröder & Treadaway, 1880.
- Parantica nilgiriensis (Moore, 1877).
- Parantica pedonga Fujioka, 1970.
- Parantica philo (Grose-Smith, 1895).
- Parantica phyle (C. & R. Felder, 1863).
- Parantica pseudomelaneus (Moore, 1883).
- Parantica pumila (Boisduval, 1859).
- Parantica rotundata (Grose-Smith, 1890).
- Parantica schenkii (Koch, 1865).
- Parantica schoenigi (Jumalon, 1971).
- Parantica sita (Kollar, 1844).
- Parantica sulewattan (Fruhstorfer, 1896).
- Parantica taprobana (C. & R. Felder, 1865).
- Parantica timorica (Grose-Smith, 1887).
- Parantica tityoides (Hagen, 1890).
- Parantica toxopei (Nieuwenhuis, 1969).
- Parantica vitrina (C. & R. Felder, 1861).
- Parantica wegneri (Nieuwenhuis, 1960).
- Parantica weiskei (Rothschild, 1901).